# Huỳnh Thị Bảo Hòa
Huỳnh Thị Bảo Hòa (1896 - 1982), tên thật là Huỳnh Thị Thái, bút danh là Huỳnh Bảo Hòa hay Huỳnh Thị Bảo Hòa; là một nữ sĩ Việt Nam thời hiện đại. Theo một số nhà nghiên cứu, thì bà là một trong số ít tác giả nữ đầu tiên viết tiểu thuyết bằng chữ Quốc ngữ; và được xem là người phụ nữ thuộc hàng tiên phong trong phong trào Duy Tân ở Việt Nam.

## Tiểu sử
Nữ sĩ Huỳnh Thị Bảo Hòa sinh trưởng ở làng Đa Phước, huyện Hòa Vang, tỉnh Quảng Nam; nay là xã Hòa Ninh, huyện Hòa Vang, thành phố Đà Nẵng.
Cha là Huỳnh Thúc Lợi, nguyên là một võ quan triều Nguyễn, sau tham gia Hội Cần Vương Quảng Nam (tức Nghĩa hội Quảng Nam). Từ nhỏ, bà học chữ Hán do thân sinh dạy, sau đó học chữ Quốc ngữ và chữ Pháp.
Đến tuổi trưởng thành, bà kết duyên với ông Vương Khả Lãm, là một viên chức ngành Thương chánh ở Đà Nẵng .
Được học Tây học, lại có chồng là một viên chức cũng học Tây học; nên bà có điều kiện tiếp cận với những sinh hoạt văn minh hiện đại. Theo tài liệu, thì bà chính là người phụ nữ đầu tiên biết đi xe đạp trong thành phố, biết áp dụng khoa học thường thức vào việc chế mực viết cho học sinh, xà phòng cho công việc nội trợ. Đã vậy, bà thường hay đăng đàn diễn thuyết về những tiến bộ xã hội, nhất là đối với nữ giới hồi đó, và rất được tán thưởng .
Năm 1926, Phan Châu Trinh mất, bà cùng các trí thức ở Đà Nẵng như Phạm Doãn Điềm, Nguyễn Đình Thuần, Lê Đình Thám, Nguyễn Xương Thái... tổ chức lễ truy điệu và thọ tang nhà chí sĩ một cách trọng thể.
Năm 1927, hưởng ứng Nữ công học hiệu của nữ sĩ Đạm Phương ở Huế, bà đứng ra thành lập Nữ công học hội Đà Nẵng (chi nhánh của Nữ công học hội Huế) và được bầu làm Hội trưởng. Cùng thời điểm này, bà làm thông tín viên cho Thực nghiệp dân báo; đồng thời cộng tác với các báo Nam Phong tạp chí (Hà Nội) Tiếng Dân (Huế), Đông Pháp thời báo, Phụ nữ tân văn (Sài Gòn). Cũng trong năm này, bà cho xuất bản tác phẩm đầu tay Tây phương mỹ nhơn (gồm 2 tập).
Sau Cách mạng tháng Tám (1945), nữ sĩ Huỳnh Thị Bảo Hòa tham gia hoạt động trong Hội phụ nữ cứu quốc Đà Nẵng. Suốt thời gian chiến tranh (1946 - 1975) bà sống ở Đà Nẵng, và rồi mất tại đây vào ngày 8 tháng 5 năm 1982, thọ 86 tuổi.

## Tác phẩm
- Tây phương mỹ nhơn I, II (tiểu tuyết, gồm 15 hồi), Nhà in Bảo Tồn, Sài Gòn, 1927. Đây là một "tiểu thuyết luân lý". Trong sách có bài "Tựa" của Huỳnh Thúc Kháng, bài "Mấy lời tặng" của Tản Đà và bài "Tựa cuối cùng" của Bùi Thế Mỹ[5].
- Bà Nà du ký (ký), Nam Phong tạp chí số 163, 1931, Hà Nội. Nội dung bài ký kể lại chuyến đi nghỉ mát ở Bà Nà (Đà Nẵng) vào năm 1930 của tác giả. Theo Nguyễn Q. Thắng, thì đây là "lần đầu tiên một nữ tác giả có bài đăng trên Nam Phong tạp chí" [6].
- Chiêm Thành lược khảo, 1936 (gồm 3 hồi, không biết tên nhà xuất bản, vì không tìm thấy bản in, chỉ còn lại di cảo). Trong sách có "Lời tựa" của Phạm Quỳnh.
- Huyền Trân công chúa (tuồng hát bội)

Và một số bài báo in trên các báo đã kể trên.
Năm 2003, tác giả và các tác phẩm: "Tây phương mỹ nhân", "Chiêm Thành lược khảo" và "Bà Nà du ký" đã được Trương Duy Hy giới thiệu đầy đủ trong cuốn Nữ sĩ Huỳnh Thị Bảo Hòa, người phụ nữ viết tiểu thuyết đầu tiên (Nhà xuất bản. Văn học, Hà Nội, 2003, dày 288 trang).

## Ghi nhận công lao
Trong bài "Tựa" đề ở tiểu thuyết Tây phương mỹ nhơn, nhà chí sĩ Huỳnh Thúc Kháng đã có lời khen ngợi (trích):
..."Tiểu thuyết ở nước ta nay còn đương lúc nẩy chồi mọc mống, trong đám mày râu cũng mới xuất hiện một đôi bản như "Quả dưa đỏ", "Cảnh thu di hận" vân vân, còn nữ giới thì thật chưa có. Nay bà…lấy cái học thức sở đắc mà ra công thêu dệt để tự tạo cho thành một nhà văn trong nữ giới, cái công vỡ núi mở đường, thật là ngọn cờ tiên phong cho đạo quân nương tử trong làng quần thoa... Bạo dạn thật! Khó khăn thật!"...
Năm 2011, trong bài "Huỳnh Thị Bảo Hòa với Tây Phương mĩ nhơn", nhà nghiên cứu Nguyễn Q. Thắng cũng đã khen rằng (trích):
..."Thật vậy, Huỳnh Thị Bảo Hòa là nữ văn sĩ đầu tiên ở Trung Kỳ có mặt trên văn đàn Việt Nam sớm nhất so với các nữ văn sĩ cùng thời…Bà không những sáng tác: ký, tiểu thuyết, thơ; mà còn đẩy ngòi bút sang lĩnh vực biên khảo, nghiên cứu thâm sâu"...
Cũng trong năm ấy, tại Thư viện Khoa học tổng hợp thành phố Đà Nẵng, Hội Nhà văn Việt Nam cùng với Thư viện này đã tổ chức chương trình giới thiệu tác phẩm văn học của nữ sĩ Huỳnh Thị Bảo Hòa. Tại buổi giới thiệu, nhiều nhà nghiên cứu, nhà văn đã phát biểu trao đổi về thân thế và sự nghiệp sáng tác của nữ sĩ. Theo đánh giá chung, thì với bản tính thông minh, ham học hỏi, lại được giáo dục kỹ lưỡng từ nhỏ (bà đã học chữ Hán, chữ Quốc ngữ, chữ Pháp), bà được xem là người phụ nữ tiến bộ nhất địa phương lúc bấy giờ; và là một trong những phụ nữ Việt Nam đầu tiên viết tiểu thuyết bằng chữ Quốc ngữ...Ngoài việc sáng tác, bà còn làm báo và tham gia hoạt động xã hội rất tích cực trong những thập niên đầu thế kỷ 20. Với những hoạt động đó, Huỳnh Thị Bảo Hòa được xem là người phụ nữ tiên phong trong phong trào Duy Tân ở Việt Nam.

## Tranh cãi
Không chỉ Huỳnh Thúc Kháng, mà ngay cả Tản Đà trong "Mấy lời tặng" cũng đã cho rằng Tây phương mỹ nhơn chính "là vở tiểu thuyết thứ nhất của trong bạn quần thoa mới soạn ra". Tương tự, năm 2003, Trương Duy Hy cũng đã khẳng định rằng "nữ sĩ Huỳnh Thị Bảo Hòa, chính là người phụ nữ viết tiểu thuyết Quốc ngữ đầu tiên ở Việt Nam" .
Đầu tháng 11 năm 2004, sách Những kỷ lục Việt Nam cũng đã chính thức ghi nhận điều này. Trích thông tin trên website Tổ chức kỷ lục Việt Nam: 
"Huỳnh Thị Bảo Hòa chính là người phụ nữ Việt Nam đầu tiên sử dụng chữ Quốc ngữ để viết tiểu thuyết. Đó là bộ tiểu thuyết "Tây phương mỹ nhơn" được viết xong vào năm 1927, gồm hai tập được in tại nhà in Bảo Tồn (36 Bis Boulevard Bonnard - Sài Gòn) cũng trong năm 1972 với khổ sách 14 x 20 cm. Câu chuyện dựa trên sự thật xảy ra tại Tam Kỳ (Quảng Nam) trong thời gian chiến tranh thế giới thứ nhất (1914-1918) về mối tình giữa một chàng trai Việt Nam và cô gái Pháp. Bộ tiểu thuyết "Tây phương mỹ nhơn" ra đời đã nhận được sự hoan nghênh của bạn đọc trong nước và được các nhà chí sĩ, nhà báo đương thời như như Huỳnh Thúc Kháng, Tản Đà, Bùi Thế Mỹ...đánh giá cao.
"Ngoài ra, bà Huỳnh Thị Bảo Hòa còn là người phụ nữ đầu tiên của Đà Nẵng cắt tóc ngắn và sử dụng xe đạp đi lại trong thành phố 
Tuy nhiên, theo tác giả Lê Thanh Hiền, thì cuốn Kim Tú Cầu (đăng Trung Bắc tân văn, Hà Nội, từ 25 tháng 5 năm 1923 đến 21 tháng 7 năm 1923; in thành sách tại nhà in Bảo Tồn, Sài Gòn, 1928) của nữ sĩ Đạm Phương mới là "tiểu thuyết đầu tiên được viết bằng chữ Quốc ngữ của nữ tác giả Việt Nam" .